# قلعه‌نو (ری)
قلعه‌نو یکی از پنج شهر تشکیل دهنده شهرستان ری در استان تهران ایران است. 

## جمعیت
بر پایه سرشماری عمومی نفوس و مسکن در سال ۱۳۹۵ جمعیت این شهر ۵٬۳۵۲ نفر (۱٬۵۸۴ خانوار) بوده‌است.